# Certhia americana
El agateador americano (Certhia americana), también denominado cortecerito, trepadorcito café y trepador americano, es una especie de ave paseriforme de la familia Certhiidae que vive en Norteamérica y América Central. Es el único miembro de esta familia que se encuentra en la región neoártica.

## Descripción

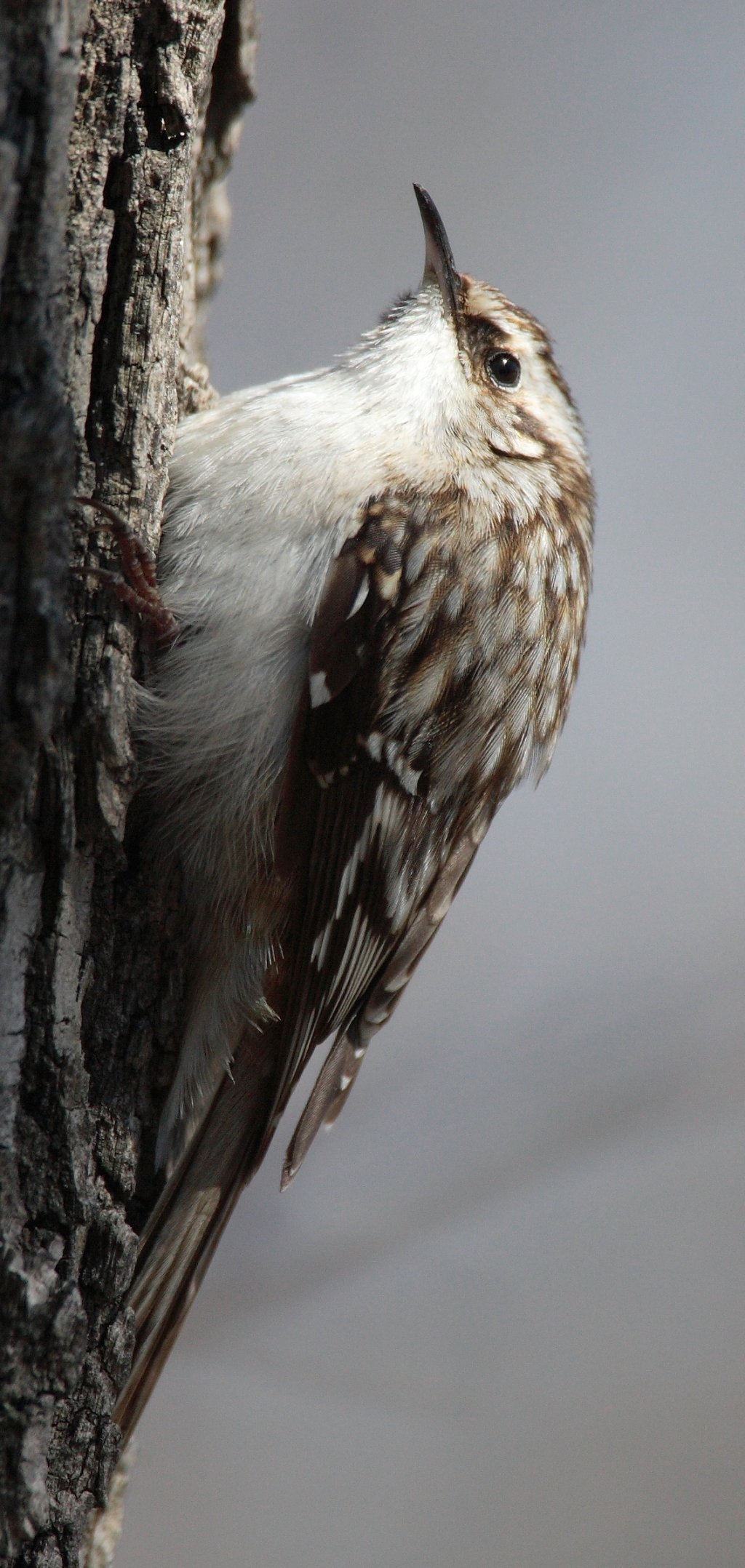
Agateador americano en Canadá.

Los agateadores americanos son pájaros pequeños que miden de 11,7 a 13,5 cm de largo. Los adultos tienen las partes superiores pardas con motas y listas claras, coloración que les camufla en las cortezas de los árboles, mientras que sus partes inferiores son de color blanco. Tienen el pico largo, estrecho y ligeramente curvado hacia abajo. Los machos del agateador americano tienen el pico algo más largo que el de las hembras. Tienen la cola larga y sus plumas son rígidas ya que les sirve de apoyo cuando están agarrados a los troncos. Su canto consiste en series cortas de agudos sii.
Su aspecto es muy similar a sus parientes europeos el agateador europeo y agateador euroasiático y sería difícil diferenciarlos a simple vista de no estar en distintos continentes.

## Distribución y hábitat
Se encuentran en Canadá, Estados Unidos, México, Guatemala, Honduras, El Salvador, Nicaragua y San Pedro y Miquelón.
Su hábitat de cría son los bosques viejos, especialmente de coníferas, de Canadá, Alaska, el noreste y oeste de Estados Unidos y México. Son sedentarios en la mayor parte de su área de distribución, aunque muchos pájaros del norte migran hacia el sur llegando hasta América central. Los agateadores americanos prefieren los bosques primarios húmedos de coníferas o los bosques mixtos de coníferas y frondosas, donde encuentran su alimento fácilmente. Aunque también se encuentran en los bosques más secos, como los bosques de picea de Engelmann y alerces. Generalmente evitan las pluviselvas costeras.

## Taxonomía
Esta especie fue descrita científicamente por el naturalista francés Charles Lucien Bonaparte en 1838. Su nombre binomial deriva del griego kerthios, un pequeño ave que vivía en los árboles según Aristóteles, y la palabra latina americana, que indica su lugar de procedencia.
El agateador americano pertenece al mismo linaje que los agateadores del holártico y está más cercanamente emparentado con el agateador euroasiático (C. familiaris), el agateador europeo (C. brachydactylata) y el agateador de Hodgson (C. hodgsoni).
Se reconocen quince subespecies:

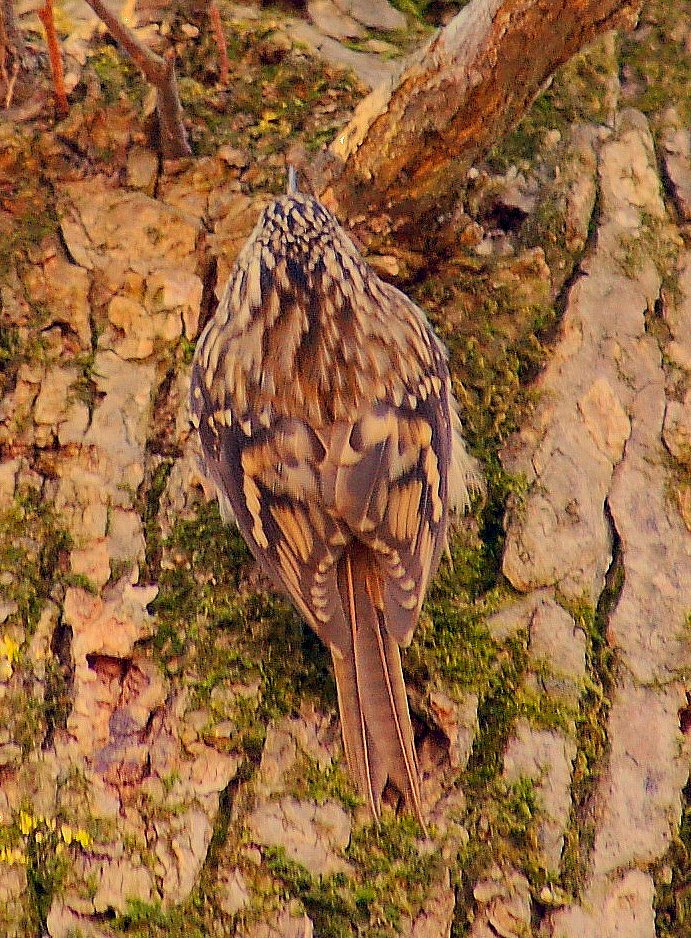
Ejemplar camuflado en un tronco cerca de Great Falls.

- Certhia americana alascensis (J.D. Webster, 1986)
- Certhia americana albescens (Berlepsch, 1888)
- Certhia americana alticola (G.S. Miller, 1895)
- Certhia americana americana (Bonaparte, 1838)
- Certhia americana extima (W. Miller y Griscom, 1925)
- Certhia americana guerrerensis (van Rossem, 1939)
- Certhia americana jaliscensis (W. Miller y Griscom 1925)
- Certhia americana leucosticta (Van Rossem, 1931)
- Certhia americana montana (Ridgway, 1882)
- Certhia americana nigrescens (Burleigh, 1935)
- Certhia americana occidentalis (Ridgway, 1882)
- Certhia americana pernigra (Griscom, 1935)
- Certhia americana phillipsi (Unitt y Rea, 1997)
- Certhia americana stewarti (Webster, 1986)
- Certhia americana zelotes  (Osgood, 1901)

## Comportamiento
El agateador americano busca comida en los troncos y ramas de los árboles, generalmente ascendiendo en espiral desde la base del tronco y cuando llega a la copa vuela hasta la base de otro tronco cercano. Trepan despacio con su cuerpo pegado al tronco y apoyándose en su rígida cola, buscando insectos con su pico entre la corteza. Raramente se alimentan en el suelo. Principalmente se alimentan de pequeños artrópodos aunque en invierno también se pueden alimentar de semillas.

### Reproducción
La estación de cría generalmente empieza en abril. La hembra hace un nido en forma de cuenco parcial ya sea bajo una corteza parcialmente desprendida del tronco o cualquier cavidad del árbol. Pone de 3 a 7 huevos y los incuba durante dos semanas aproximadamente. Los dos miembros de la pareja alimentan a los pollos.